# Maestro del sacro palazzo apostolico
Maestro del sacro palazzo apostolico (in lingua latina: Magister sacri palatii apostolici) era l'ufficio di un dignitario della Corte pontificia, appartenente all'Ordine dei Frati Predicatori (Domenicani), che risiedeva nel Palazzo Apostolico dove svolgeva la funzione di teologo del Papa. Dal 1968 il titolo è di Teologo della Casa Pontificia.

## Storia
L'origine di questo uffizio risale al 1218, allorché San Domenico di Guzmán, che aveva ottenuto da papa Onorio III il Convento di Santa Sabina sull'Aventino, avendo osservato che i prelati e i funzionari della Santa Sede trascorrevano molto tempo nelle anticamere nell'attesa di essere ricevuti dal papa, consigliò allo stesso Onorio III di incaricare qualcuno che impartisse loro degli insegnamenti religiosi, anziché perdere tempo in ozio. Onorio III accolse il consiglio e nominò primo maestro del Palazzo Apostolico lo stesso San Domenico. 
Da allora l'ufficio veniva esercitato a vita e la nomina del titolare veniva effettuata dal Papa, dietro proposta del cardinal segretario di Stato, che sceglieva il candidato fra i membri più dotti dell'Ordine domenicano. Il maestro del sacro palazzo apostolico era considerato il «teologo del papa», abitava nel Palazzo Apostolico, ossia nel Vaticano o, fino al 1870, nel Palazzo del Quirinale, vestiva l'abito dei domenicani e aveva il titolo di "Reverendissimo", aveva una giurisdizione speciale sul permesso di stampa e vendita dei libri nella città di Roma - secondo le disposizioni della costituzione Inter multiplices (1487) di Innocenzo VIII - e aveva il compito di esaminare se i sermoni che avrebbero dovuto essere recitati nella Cappella pontificia fossero conformi alla dottrina cristiana.

## Cronotassi dei Maestri del Sacro Palazzo (fino al 1968)
- San Domenico di Guzmán, primo maestro, nominato da papa Onorio III nel 1218[3]
  - vacante dal 1221 al 1235
- Beato Bartolomeo di Breganze, nominato da papa Gregorio IX nel 1235
- Annibaldo Annibaldi, nominato da papa Innocenzo IV nel 1246; fu creato cardinale nel 1262 da papa Urbano IV, primo maestro del sacro palazzo ad essere promosso al cardinalato
- Guglielmo Bonderini, inglese, nominato da papa Urbano IV nel 1263
- Pietro Angeletti, lucchese, nominato da papa Clemente IV nel 1270
- Ramón de Cortsaví, aragonese, nominato da papa Gregorio X nel 1272
- Ugo Aycelin de Billom, nominato da papa Martino IV nel 1281, creato cardinale nel 1288 da papa Nicolò IV
- Guillaume-Pierre Godin, francese, nominato da papa Nicolò IV nel 1288
- Guglielmo Durando di San Porciano, francese, nominato da papa Clemente V nel 1312
- Guillaume de Laudun, francese, nominato da papa Giovanni XXII nel 1317
- Raymond Beguin, francese, nominato da papa Giovanni XXII nel 1321
- Dominique Grenier, francese, nominato da papa Giovanni XXII nel 1324
- Armando de Bellovisi, spagnolo, nominato da papa Giovanni XXII nel 1327
- Pierre de Piret, francese, nominato da papa Benedetto XII nel 1335
- Raimondo Durandi, francese, nominato da papa Benedetto XII nel 1336
- Jean de Moulins, francese, nominato da papa Clemente VI nel 1344
- Guillaume de la Sudrie, francese, nominato da papa Clemente VI nel 1349
- Guglielmo Romani, italiano, nominato da papa Innocenzo VI nel 1361
- Nicolas de Saint-Saturnin, francese, nominato da papa Gregorio XI nel 1372
- Pietro Alberini, italiano, nominato da papa Urbano VI nel 1378
- Ugolino da Camerino, italiano, nominato da papa Urbano VI nel 1379
- Giacomo Arigoni de Belardi, italiano, nominato da papa Bonifacio IX nel 1395
- Leonardo Dati, italiano, nominato da papa Gregorio XII nel 1407
- Bartolomeo de Bolstenech, tedesco, nominato da papa Gregorio XII nel 1414
- Juan Casanova, spagnolo, nominato da papa Martino V nel 1418
- Andrea da Pisa, italiano, nominato da papa Martino V nel 1424
- Giovanni di Costantinopoli, (tedesco?), nominato da papa Martino V nel 1429
- Juan de Torquemada, spagnolo, nominato da papa Eugenio IV nel 1431
- Heinrich Kalteisen, tedesco, nominato da papa Eugenio IV nel 1439
- Jaime Gil, spagnolo, nominato da papa Nicolò V nel 1452
- Leonardo Mansueti, italiano, nominato da papa Paolo II nel 1465
- Salvo Cassetta, italiano, nominato da papa Sisto IV nel 1474
- Marco Maroldi, italiano, nominato da papa Sisto IV nel 1482
- Paolo Moneglia, italiano, nominato da papa Innocenzo VIII nel 1490
- Annio da Viterbo, italiano, nominato da papa Alessandro VI nel 1499
- Giovanni Raffanelli, italiano, nominato da papa Alessandro VI nel 1502
- Silvestro Mazzolini da Prierio, italiano, nominato da papa Leone X nel 1515
- Tommaso Badia, modenese, nominato da papa Clemente VII nel 1523
- Bartolomeo Spina, pisano, nominato da papa Paolo III nel 1542
- Pietro Martire da Brescia, italiano, nominato da papa Paolo III nel 1546
- Egidio Foscarari, bolognese, nominato da papa Paolo III nel 1547
- Gerolamo Muzzarelli, bolognese, nominato da papa Giulio III nel 1550
- Pietro Paolo Giannerini, aretino, nominato da papa Giulio III nel 1553
- Daniele Bianchi da Crema, italiano, nominato da papa Paolo IV nel 1558
- Tomas Manriquez, spagnolo, nominato da papa Pio IV nel 1565
- Paolo Constabile, italiano, nominato da papa Gregorio XIII nel 1573
- Sisto Fabri di Lucca, italiano, nominato da papa Gregorio XIII nel 1580
- Tommaso Zobbio, italiano, nominato da papa Gregorio XIII nel 1583
- Vincenzo Bonardi, italiano, nominato da papa Sisto V nel 1589
- Bartolomeo de Miranda, spagnolo, nominato da papa Gregorio XIV nel 1591
- Giovanni Battista Lanci, italiano, nominato da papa Clemente VIII nel 1597
- Giovanni Maria Guanzelli, italiano, nominato da papa Clemente VIII nel 1598
- Agostino Galamini, di Brisighella, nominato da papa Paolo V nel 1607
- Lodovico Ystella, spagnolo, nominato da papa Paolo V nel 1608
- Giacinto Petroni, italiano, nominato da papa Paolo V nel 1614
- Nicola Ridolfi, italiano, nominato da papa Gregorio XV nel 1622
- Nicola Riccardi, genovese, nominato da papa Urbano VIII nel 1629
- Vincenzo Maculani, italiano, nominato da papa Urbano VIII nel 1639
- Gregorio Donati, italiano, nominato da papa Urbano VIII nel 1641
- Reginaldo Lucarini, italiano, nominato da papa Urbano VIII nel 1642
- Michele Mazzarino, napoletano, nominato da papa Urbano VIII nel 1643
- Vincenzo Candidi, italiano, nominato da papa Urbano VIII nel 1645
- Raimondo Capizucchi, romano, nominato da papa Innocenzo X nel 1654
- Giacinto Libelli, italiano, nominato da papa Alessandro VII nel 1663
- Raimondo Capizucchi (per la seconda volta), romano, nominato da papa Clemente X nel 1673
- Domenico Maria Pozzobonelli, italiano, nominato da papa Innocenzo XI nel 1681
- Tommaso Maria Ferrari, italiano, nominato da papa Innocenzo XI nel 1688
- Paolino de Bernardini, italiano, nominato da papa Innocenzo XII nel 1695
- Gregorio Sellari, italiano, nominato da papa Clemente XI nel 1713
- Giovanni Benedetto Zuannelli, italiano, nominato da papa Benedetto XIII nel 1728
- Luigi Nicola Ridolfi, italiano, nominato da papa Clemente XII nel 1738
- Giuseppe Agostino Orsi, fiorentino, nominato da papa Benedetto XIV nel 1749
- Agostino Ricchini, italiano, nominato da papa Clemente XIII nel 1759
- Tommaso Schiara, italiano, nominato da papa Pio VI nel 1789
- Tommaso Maria Mamachi, italiano, nominato da papa Pio VI nel 1791
- Vincenzo Maria Pani, italiano, nominato da papa Pio VI nel 1792
  - vacante dal 1804 al 1815
- Filippo Anfossi, italiano, nominato da papa Pio VII nel 1815
- Tommaso Domenico Piazza, nominato nel 1825
- Giuseppe Maria Velzi, italiano, nominato da papa Leone XII nel 1826
- Domenico Buttaoni della Tolfa, italiano, nominato da papa Gregorio XVI nel 1832
- Girolamo Gigli, italiano, nominato da papa Pio IX nel 1859
- Mariano Spada, italiano, nominato da papa Pio IX nel 1867
- Vincenzo Maria Gatti, italiano, nominato da papa Pio IX nel 1872
- Agostino Bausa, italiano, nominato da papa Leone XIII nel 1882
- Raffaele Pierotti, italiano, nominato da papa Leone XIII nel 1887
- Alberto Lepidi, italiano, nominato da papa Leone XIII nel 1897
- Marco Sales, italiano, nominato da papa Pio XI nel 1925
- Mariano Cordovani, italiano, nominato da papa Pio XI nel 1936
- Michael Browne, irlandese, nominato da papa Pio XII nel 1951
- Mario Luigi Ciappi, italiano, nominato da papa Pio XII nel 1955

## Cronotassi dei Teologi della Casa Pontificia (dal 1968 in poi)
- Mario Luigi Ciappi, italiano, nominato da papa Paolo VI nel 1968
- Georges Cottier, svizzero, nominato da papa Giovanni Paolo II nel 1989
- Wojciech Giertych, polacco, nominato da papa Benedetto XVI nel 2005